# Kōtetsu tenshi Kurumi
Kōtetsu tenshi Kurumi (鋼鉄天使くるみ? lett. "Kurumi l'angelo d'acciaio"), anche conosciuto con il titolo internazionale di Steel Angel Kurumi, è un manga che segue le avventure del personaggio che dà il titolo all'opera, Kurumi, creato dal gruppo di mangaka Kaishaku. La versione animata è stata affidata alla regia di Naohito Takahashi, animata da Oriental Light and Magic e prodotta da Pony Canyon, con il character design di Yuriko Chiba e Yuji Ikeda, e la musica di Toshihiko Sahashi. Steel Angel Kurumi è stato tradotto e pubblicato anche negli Stati Uniti dalla ADV Films, mentre in Italia è inedito.
L'anime di Steel Angel Kurumi consiste della prima serie televisiva di 24 episodi, quattro episodi OAV intitolati Steel Angel Kurumi Encore e la seconda serie televisiva di 12 episodi. Steel Angel Kurumi Zero invece è una sorta di prequel dai toni molto più drammatici rispetto alla serie regolare.

## Trama
Durante l'era Taisho, i militari hanno studiato l'impiego di androidi per scopi bellici ed hanno fatto sviluppare dei robot potentissimi unendo la scienza alla magia: gli "Steel Angels" infatti sono dei robot con al loro interno un "Angel Heart", un elemento magico in grado di dargli la vita. Il creatore degli "Angel Heart", il Dr. Ayanokōji, tuttavia aveva progettato gli "Steel Angel" per scopi assolutamente pacifici. Per questa ragione, il buon dottore decide di abbandonare l'esercito e continuare i propri progetti da solo.
Tempo dopo, il piccolo Nakahito Kagura si trova ad esplorare da solo quella che si dice essere la casa di un vecchio scienziato pazzo. E mentre all'esterno della casa l'esercito comincia ad attaccare, Nakahito muovendosi al buio si trova bocca a bocca con una bellissima bambola ad altezza naturale. La bambola improvvisamente si anima e comincia a combattere, sconfiggendo in breve tempo l'intera armata. E come se non bastasse la bambola, che si chiama Kurumi, chiama Nakahito "padrone". Ed ancora più sorpreso è il dottor Ayanokōji, che si rende conto che la più potente arma del mondo è nelle mani di un dodicenne.

## Personaggi

Da sinistra: Karinka, Kurumi e Saki

Nakahito Kagura (神維 仲人?, Kagura Nakahito)
Doppiato da: Hōko Kuwashima
È un giovane mistico in addestramento. Un giorno, i suoi amici l'hanno spinto ad entrare segretamente in quella si pensava fosse la casa di un folle scienziato. Ed è proprio in quest'occasione che Nakahito ha conosciuto Kurumi, a cui ha dato accidentalmente un bacio sulle labbra, facendola attivare. Nakahito è abbastanza timido ed impacciato con le ragazze, e continua a diventare rosso in seguito alle attenzioni di Kurumi nei suoi confronti.
Kurumi (くるみ?, Kurumi)
Doppiata da: Atsuko Enomoto
È la più grande invenzione del Dr. Ayanokōji. Potentissimo robot con la maturità di una ragazzina di cinque anni; Kurumi è anche uno dei membri del progetto conosciuto come "Angel Heart Revisited". Lei comunque non ha un normale "angel heart", lei ne ha una versione iperpotenziata, l'"Angel Heart Mark II". Kurumi era stata creata dal Dr. Ayanokōji per proteggere il mondo, ma invece si è trasformata in una ragazza ipersensibile che non fa altro che fantasticare sul suo "padroncino". L'incredibile potenza fisica di Kurumi sembra essere in qualche modo collegata al crescente affetto sviluppatosi fra lei e Nakahito.
Saki (サキ?, Saki)
Doppiata da: Rie Tanaka
Saki può essere considerata la sorella di Kurumi. Utilizzata inizialmente dall'esercito per sconfiggere Kurumi e il Dr. Ayanokōji, Saki si è "spenta" all'ultimo momento. E per riattivarla Kurumi l'ha baciata, diventandone la "padrona". Ma considerando che Kurumi "appartiene" a Nakahito, Saki vive in uno stato di gelosia perenne nei loro confronti. Saki non sembra essere dotata di una grande personalità, ma proprio come Kurumi è potentissima.
Karinka (カリンカ?, Karinka)
Doppiata da: Masayo Kurata
È la più grande creazione della misteriosa isola galleggiante conosciuta come l'"Accademia". Lei non è un normale Steel Angel... infatti invece di avere soltanto un Angel Heart, ne ha ben due nello stesso corpo. Ma anche avendo 2 Angel Hearts Karinka non può competere con la potenza di Kurumi, generata dall'amore dell'androide per Nakahito.
Dr. Ayanokōji (綾小路博士?, Ayanokōji-hakase)
Doppiato da: Hirotaka Suzuoki
È l'inventore degli "Steel Angel" e del componente "Angel Heart", e lavorava per conto dell'esercito. È una persona molto pacifica e tranquilla, benché un po' bizzarra, ed infatti lui aveva creato Kurumi per proteggere la Terra e non per scopi bellici. Quando si è reso conto che le sue idee non collimavano con quelle dell'esercito ha preferito continuare il proprio lavoro da solo.

## Episodi

### Prima serie
| Nº | Giapponese 「Kanji」 - Rōmaji                               | In onda          | In onda |
| Nº | Giapponese 「Kanji」 - Rōmaji                               | Giapponese       |         |
| 1  | 「くるみ大地に立つですぅ！」 - Kurumi Daichi ni Tatsu desū! | 5 ottobre 1999   |         |
| 2  | 「ご主人様は一人ですぅ！」 - Goshujin-sama wa Hitori desū!  | 12 ottobre 1999  |         |
| 3  | 「新たなる天使・サキ！」 - Aratanaru Tenshi, Saki!          | 19 ottobre 1999  |         |
| 4  | 「嫌いにならないでです！」 - Kirai ni Naranaide desu!       | 26 ottobre 1999  |         |
| 5  | 「妹ができたですぅ！」 - Imōto ga Dekita desū!              | 2 novembre 1999  |         |
| 6  | 「愛姉妹」 - Ai Shimai                                      | 9 novembre 1999  |         |
| 7  | 「そこはダメですぅ！」 - Soko wa Dame da desū!              | 16 novembre 1999 |         |
| 8  | 「天城礼子二十三歳？」 - Amagi Reiko Ni-jū San-sai?         | 30 novembre 1999 |         |
| 9  | 「ふたりで花火ですぅ！」 - Futari de Hanabi desū!           | 7 dicembre 1999  |         |
| 10 | 「迎えに来たんだ」 - Mukae ni Kitanda                       | 14 dicembre 1999 |         |
| 11 | 「そうだ！八つ橋を…」 - Sōda! Yatsuhashi wo...              | 4 gennaio 2000   |         |
| 12 | 「カリンカだよ！」 - Karinka da yo!                         | 11 gennaio 2000  |         |
| 13 | 「また妹ができたですぅ」 - Mata Imōto ga Dekita da desū     | 18 gennaio 2000  |         |
| 14 | 「諦めないもん！」 - Akiramenai Mon!                        | 25 gennaio 2000  |         |
| 15 | 「わかったよお姉ちゃん」 - Wakatta yo Onee-chan             | 1º febbraio 2000 |         |
| 16 | 「仲人最大の危機！？」 - Nakahito Saidai no Kiki?           | 8 febbraio 2000  |         |
| 17 | 「出雲に着いたですぅ！」 - Izumo ni Tsuita desū!            | 15 febbraio 2000 |         |
| 18 | 「そんなのうそだ！」 - Sonna no Uso da!                     | 22 febbraio 2000 |         |
| 19 | 「突入！アカデミー基地」 - Totsunyū! Academy Kichi          | 29 febbraio 2000 |         |
| 20 | 「究極の超鋼鉄天使」 - Kyūkyokko no Chō-Kōtetsu Tenshi      | 7 marzo 2000     |         |
| 21 | 「天使が消えた日」 - Tenshi ga Kieta Hi                     | 14 marzo 2000    |         |
| 22 | 「カオスエンゼル」 - Chaos Angel                            | 21 marzo 2000    |         |
| 23 | 「罪と罰」 - Tsumi to Batsu                                 | 28 marzo 2000    |         |
| 24 | 「KissからはじまるMiracle」 - Kiss Kara Hajimaru Miracle    | 4 aprile 2000    |         |

### Encore
| Nº | Giapponese 「Kanji」 - Rōmaji                                    | Edizione VHS    | Edizione VHS |
| Nº | Giapponese 「Kanji」 - Rōmaji                                    | Giapponese      |              |
| 1  | 「サキちゃん・スタアになる」 - Saki-chan, Star ni Naru           | 7 gennaio 2000  |              |
| 2  | 「カリンカ・新たなる恋!」 - Karinka, Aratanaru Koi!              | 7 gennaio 2000  |              |
| 3  | 「くるみ・オトナになったです…」 - Kurumi, Otona ni Natta desu... | 2 febbraio 2000 |              |
| 4  | 「永遠の鋼鉄天使」 - Eien no Kōtetsu Tenshi                      | 1º marzo 2000   |              |

### Seconda serie
| Nº | Giapponese 「Kanji」 - Rōmaji                                         | In onda        | In onda |
| Nº | Giapponese 「Kanji」 - Rōmaji                                         | Giapponese     |         |
| 1  | 「はにはにきゅいーんです！」 - Hani-Hani Kyuiin desu!                 | 12 aprile 2001 |         |
| 2  | 「ご主人様は女の子です」 - Goshujin-sama wa Onna no Ko desu           | 19 aprile 2001 |         |
| 3  | 「初めての…です」 - Hajimete no... desu                               | 26 aprile 2001 |         |
| 4  | 「新たなる鋼鉄天使・サキ2式」 - Aratanaru Kōtetsu Tenshi Saki 2-Shiki | 3 maggio 2001  |         |
| 5  | 「ご主人様と姉さんと」 - Goshujin-sama to Onee-san to                 | 10 maggio 2001 |         |
| 6  | 「くるみ、おサカナになるです」 - Kurumi, o Sakana ni naru desu        | 17 maggio 2001 |         |
| 7  | 「覚醒、カリンカ2式」 - Kakusei, Karinka 2 Shiki                      | 24 maggio 2001 |         |
| 8  | 「初めまして、お姉ちゃんズ」 - Hajime Mashite, Onee-chan-zu           | 31 maggio 2001 |         |
| 9  | 「雨のち晴れのち虹です」 - Ame nochi hare nochi niji desu             | 7 giugno 2001  |         |
| 10 | 「アルバイト大作戦です!」 - Arubaito daisakusen desu!                 | 14 giugno 2001 |         |
| 11 | 「ご主人様がいなくなるです」 - Goshujin-sama ga Inaku Naru desu       | 21 giugno 2001 |         |
| 12 | 「澄んだ青空の向こうに」 - Sunda Aozora no Mukō ni                    | 28 giugno 2001 |         |

### Zero
| Nº | Giapponese 「Kanji」 - Rōmaji        | Edizione VHS   | Edizione VHS |
| Nº | Giapponese 「Kanji」 - Rōmaji        | Giapponese     |              |
| 1  | 「エンゼル・フォース」 - Angel Force | 18 aprile 2001 |              |
| 2  | 「エンゼル・スマイル」 - Angel Smile | 16 maggio 2001 |              |
| 3  | 「エンゼル・ハート」 - Angel Heart   | 20 giugno 2001 |              |

## Colonna sonora
Sigla di apertura
- Kiss kara hajimaru Miracle (KissからはじまるMiracle? lett. "Un miracolo che comincia con un bacio"), cantata dalle Steel Angels (Atsuko Enomoto (Kurumi), Rie Tanaka (Saki) e Masayo Kurata (Karinka))

Sigle di chiusura
- Eien no Kotetsu Tenshi (永遠の鋼鉄天使? lett. "Eterni angeli d'acciaio"), cantata dagli Steel Angels (1ª serie)
- Suki-suki-suki-suKisu shite!, cantata dagli Steel Angels (Encore)
- Sunda aozora no mukou ni (澄んだ青空の向こうに? lett. "Oltre il cielo blu"), cantata dagli Steel Angels (2ª serie)
- Hajimari no kiseki (はじまりの奇跡? lett. "Il primo miracolo"), cantata da Angels (Zero)